# McLaren M30
Der McLaren M30 ist ein Formel-1-Rennwagen des britischen Motorsportteams McLaren Racing, der bei drei Rennen der Formel-1-Weltmeisterschaft 1980 eingesetzt wurde. Er stammt aus der Endphase des McLaren-Teams in seiner ursprünglichen Form und ist der letzte Rennwagen, der vor der Fusion mit dem von Ron Dennis geführten Rennstall Project Four entstand. Der M30 ist ein Einzelstück und gilt als Fehlkonstruktion.

## Entstehungsgeschichte
Das von Bruce McLaren gegründete und seit 1970 von Teddy Mayer geführte Team McLaren befand sich Ende der 1970er-Jahre in einer sportlichen Krise. Nachdem McLaren 1974 noch die Weltmeisterschaft gewonnen und bis 1977 die Konstrukteursmeisterschaft jeweils auf den Rängen zwei oder drei abgeschlossen hatte, fiel das Team auf den achten (1978) bzw. siebten Rang (1979) zurück. In keinem der beiden Jahre gewann ein McLaren-Fahrer einen Großen Preis; 1979 verpasste Patrick Tambay sogar zweimal hintereinander die Qualifikation. Das waren die ersten Nichtqualifikationen eines Stammfahrers in der Geschichte des Teams. Ein wesentlicher Grund dafür war die späte Reaktion des Teams auf den Bodeneffekt, den Lotus mit dem 78 bereits 1977 eingeführt hatte und der 1978 zum bestimmenden Konstruktionsmerkmal geworden war. Erst zu Saisonbeginn 1979 erschien mit dem M28 McLarens erster Wagen mit Groundeffect. Er war zu groß, zu schwer und zu langsam und hatte eine „miserable Straßenlage“; Patrick Tambay bezeichnete ihn rückblickend als Shitbox. Nach nur einem halben Jahr kam im August 1979 der neu konstruierte M29, mit dem McLaren den Williams FW07 kopierte. Er war ausgewogener, verfestigte aber dennoch McLarens Position in der „Mittelmäßigkeit“: Drei vierte Plätze in eineinhalb Jahren waren die besten Ergebnisse des M29. McLarens Teamchef Teddy Mayer ließ den langjährigen technischen Leiter Gordon Coppuck daraufhin ab Januar 1980 ein neues Modell konstruieren, das besser mit dem Groundeffect zurechtkommen sollte, tatsächlich aber „eine echte Verschlechterung“ war: Er war langsamer und schwerer zu handhaben als sein Vorgänger.
Der M30 wurde nur bei drei Weltmeisterschaftsläufen in der zweiten Saisonhälfte 1980 eingesetzt. Nachdem Alain Prost das Auto im Training zum letzten Rennen des Jahres beschädigt hatte, baute McLaren den M30 nicht wieder auf. Im Winter 1980/81 fusionierte McLaren auf Druck des gemeinsamen Sponsors Marlboro mit dem von Ron Dennis geleiteten Formel-2-Team Project Four Racing. Damit begann bei McLaren eine neue Ära. Für die Saison 1981 entwickelte John Barnard mit dem MP4/1 ein hochmodernes Auto mit einem Monocoque aus kohlenstofffaserverstärktem Kunststoff, das Maßstäbe setzte. Die Zeit bis zu dessen Erscheinen beim dritten Saisonrennen in Argentinien überbrückte McLaren nicht mit dem M30, sondern mit den älteren M29.

## Konstruktion

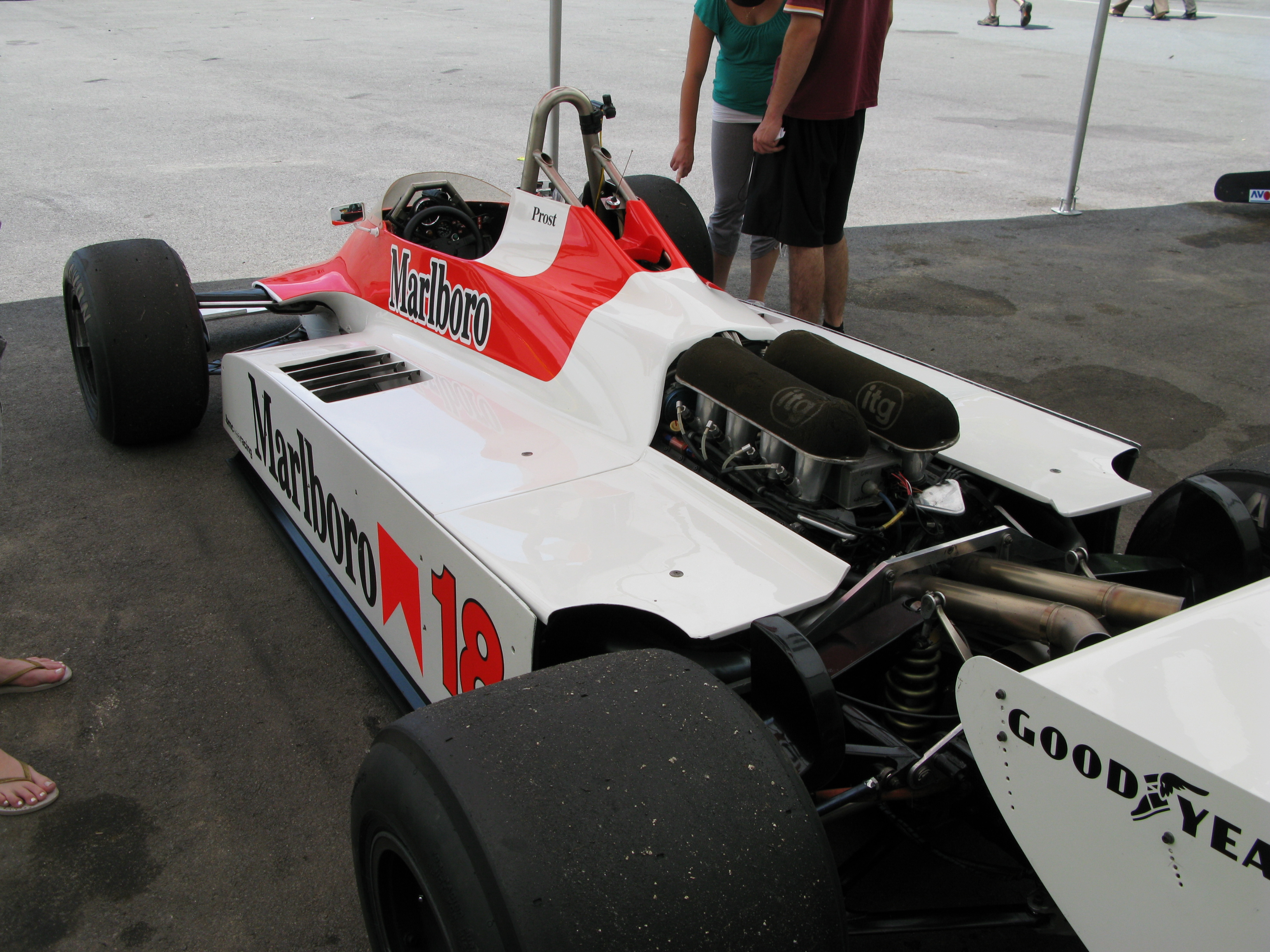
Schmales Monocoque, breite Seitenkästen, Cosworth DFV: McLaren M30

Als leitender Konstrukteur des McLaren M30 wird üblicherweise Gordon Coppuck genannt, der seit Jahren die technische Leitung bei McLaren innehatte. Eine Quelle geht davon aus, dass neben ihm bereits der spätere McLaren-Konstrukteur John Barnard an Detailarbeiten beteiligt war.
Der M30 hat ein neu konstruiertes Monocoque aus Aluminiumblechen. McLaren gab an, dass es im Vergleich zum Chassis des Vorgängers um 50 Prozent verwindungsfester war. Die Seitenkästen sind noch breiter als beim M29. Anders als bei den früheren McLaren-Rennwagen liegen die Bremsen, Federn und Dämpfer außen. Coppuck verfolgte damit das Ziel, den Groundeffect zu verbessern.
Als Antrieb dient ein herkömmlicher Cosworth-DFV-Achtzylindermotor mit 3,0 Litern Hubraum. McLaren bereitete den Motor über das von John Nicholson geleitete Tochterunternehmen Nicholson-McLaren Racing Engines selbst vor. Die Kraftübertragung übernahm ein handgeschaltetes Fünfganggetriebe von Hewland.
Die Reifen bezog McLaren von Goodyear, Treibstoff und Schmiermittel kamen von Castrol.

## Lackierung
Der McLaren M30 war weiß-rot lackiert. Das Farbschema entsprach damit den Vorgaben des Hauptsponsors Marlboro. Neben den Marlboro-Schriftzügen befanden sich nur noch Aufkleber des Reifenlieferanten Goodyear und des Treibstoffherstellers Castrol auf dem Auto.

## Renneinsätze in der Formel-1-Weltmeisterschaft
Der McLaren M30 debütierte Ende August 1980 beim Großen Preis der Niederlande. Fahrer war bei allen Rennen Alain Prost, dessen Teamkollege John Watson weiter mit dem M29 in B- oder C-Version an den Start ging. Während sich Prost bei allen Großen Preisen, die er bis dahin mit dem M29 bestritten hatte, vor Watson qualifiziert hatte, lag er bei seinen Einsätzen mit dem neuen M30 im Qualifying ausnahmslos hinter Watson.
In Zandvoort ging Prost als Achtzehnter und damit neun Plätze hinter Watson ins Rennen. Während Watson nach einem Motordefekt ausfiel, kam Prost als Sechster ins Ziel. Er hatte fast eineinhalb Minuten Rückstand auf den Sieger Nelson Piquet (Brabham) und war der letzte Fahrer, der nicht mindestens einmal überrundet worden war. Der bei diesem Rennen erzielte Punkt war der einzige Zähler, den McLaren mit dem M30 erreichte. Beim anschließenden Rennen in Italien qualifizierte Prost den M30 für den 24. und letzten Startplatz; Watson belegte im M29C den Startplatz 14. Prosts M30 war auf dem Kurs in Monza eine halbe Sekunde langsamer als der FA1B von Osella Corse, der als das schwächste Auto des Starterfelds angesehen wurde. Das Rennen beendete Prost mit einer Runde Rückstand als Siebter. Das letzte Rennen des M30 war der Große Preis von Kanada. Prost war mit dem M30 im Qualifying mehr als eine Sekunde langsamer als Watson im M29C. Prost startete als Zwölfter, Watson als Siebter. Im Rennen fiel Prost nach 41 Runden wegen eines Aufhängungsschadens aus. Zum Saisonfinale in Watkins Glen beim Großen Preis der USA Ost war Prost wiederum mit dem M30 gemeldet. Er qualifizierte sich für den 13. Startplatz – vier Plätze hinter Watson –, erlitt aber im Training erneut einen Aufhängungsschaden und verunglückte; der Wagen wurde beim Aufprall auf eine Leitplanke beschädigt. Wegen starker Kopfschmerzen verzichtete Prost auf die Rennteilnahme. Für die folgende Saison wechselte er zu Renault.

## Verbleib des M30
Der McLaren M30 existiert noch. Mitte der 1980er-Jahre übernahm der irische Rennfahrer Alo Lawler den Wagen. Er setzte ihn bis 1986 bei einigen Formula-Libre-Rennen in Großbritannien ein, von denen er acht gewann. Danach ging das Auto in die USA, wo er jedenfalls bis 2018 stand. George Nurse und später Sean Allen setzten das Auto gelegentlich im historischen Motorsport ein.

## Rennergebnisse
| Fahrer               | Nr.                  | 1 | 2 | 3 | 4 | 5 | 6 | 7 | 8 | 9 | 10 | 11 | 12 | 13  | 14  | Punkte | Rang |
| -------------------- | -------------------- | - | - | - | - | - | - | - | - | - | -- | -- | -- | --- | --- | ------ | ---- |
| Formel-1-Saison 1980 | Formel-1-Saison 1980 |   |   |   |   |   |   |   |   |   |    |    |    |     |     | 11     | 7    |
| A. Prost             | 8                    |   |   |   |   |   |   |   |   |   |    | 6  | 7  | DNF | DNS | 11     | 7    |

| Legende  | Legende            | Legende                                                          |
| Farbe    | Abkürzung          | Bedeutung                                                        |
| -------- | ------------------ | ---------------------------------------------------------------- |
| Gold     | –                  | Sieg                                                             |
| Silber   | –                  | 2. Platz                                                         |
| Bronze   | –                  | 3. Platz                                                         |
| Grün     | –                  | Platzierung in den Punkten                                       |
| Blau     | –                  | Klassifiziert außerhalb der Punkteränge                          |
| Violett  | DNF                | Rennen nicht beendet (did not finish)                            |
| Violett  | NC                 | nicht klassifiziert (not classified)                             |
| Rot      | DNQ                | nicht qualifiziert (did not qualify)                             |
| Rot      | DNPQ               | in Vorqualifikation gescheitert (did not pre-qualify)            |
| Schwarz  | DSQ                | disqualifiziert (disqualified)                                   |
| Weiß     | DNS                | nicht am Start (did not start)                                   |
| Weiß     | WD                 | zurückgezogen (withdrawn)                                        |
| Hellblau | PO                 | nur am Training teilgenommen (practiced only)                    |
| Hellblau | TD                 | Freitags-Testfahrer (test driver)                                |
| ohne     | DNP                | nicht am Training teilgenommen (did not practice)                |
| ohne     | INJ                | verletzt oder krank (injured)                                    |
| ohne     | EX                 | ausgeschlossen (excluded)                                        |
| ohne     | DNA                | nicht erschienen (did not arrive)                                |
| ohne     | C                  | Rennen abgesagt (cancelled)                                      |
| ohne     | keine WM-Teilnahme |                                                                  |
| sonstige | P/fett             | Pole-Position                                                    |
| sonstige | 1/2/3/4/5/6/7/8    | Punktplatzierung im Sprint-/Qualifikationsrennen                 |
| sonstige | SR/kursiv          | Schnellste Rennrunde                                             |
| sonstige | *                  | nicht im Ziel, aufgrund der zurückgelegten Distanz aber gewertet |
| sonstige | ()                 | Streichresultate                                                 |
| sonstige | unterstrichen      | Führender in der Gesamtwertung                                   |